# هانتر هالو (کنتاکی)
هانتر هالوو (به انگلیسی: Hunters Hollow) شهری در ایالت کنتاکی کشور ایالات متحده آمریکا است که جمعیت آن در سرشماری سال ۲۰۱۰ میلادی، ۳۸۶ نفر بوده‌است.